# Jim Leavelle
James Robert "Jim" Leavelle (født 23. august 1920 i Red River County, Texas - død 29 august 2019) var en drabsefterforsker i Dallas, Texas, USA. Han var central i politiets efterforskning af attentatet på John F. Kennedy fredag den 22. november 1963.

## Karriere
Leavelle var født og opvokset i Red River County i det nordøstlige Texas. Han gik ind i United States Navy i 1939, og tjenestegjorde om bord på USS Whitney under kampene i Stillehavet. Han var om bord på skibet under angrebet på Pearl Harbor på Hawaii den 7. december 1941, og var således direkte indblandet i to vigtige hændelser i nyere amerikansk historie. Han blev ansat hos politiet i Dallas i 1950, og var efterforsker i drabssager fra 1956.

### Drabene i 1963
Leavelle ledede efterforskningen af mordet på politimanden J. D. Tippit den 22. november, og arresterede i den forbindelse Lee Harvey Oswald. Senere blev det også antaget, at Oswald var præsident John F. Kennedys morder fra samme dag.
Leavelle er bedst kendt som manden med Stetson-hat og lyst jakkesæt (egentlig lysebrunt), som stod til venstre for Oswald på det senere så berømte billede, hvor Oswald blev skudt og dræbt af Jack Ruby den 24. november 1963 kl. 11.21. Leavelle og andre tilstedeværende politifolk overmandede Ruby øjeblikkeligt. De befandt sig i kælderen på politihovedkvarteret i Dallas, hvorfra Oswald skulle eskorteres videre til fængsel. Oswald var fæstet til Leavelle med et håndjern, og Leavelle spøgede på forhånd med, at hvis nogle skulle skyde Oswald, burde vedkommende være en lige så god skytte som Oswald, hvorpå Oswald svarede at "ingen kommer til at skyde mig".
Leavelle eskorterede senere også Jack Ruby. Ruby skulle på forhånd have ytret ønske om at være beklædt med Leavelles jakkesæt og hans hat, da et billede, der blev taget kort efter Ruby havde skudt Oswald, var blevet berømt efter at have cirkuleret i aviser verden over, men Leavelle afslog dette og svarede, at Ruby ikke var "værd at dræbe". Natklubejer Ruby, med påståede mafiaforbindelser, var tidligere kendt af politiet. Leaville og Ruby mødte hinanden for første gang omkring 1951, da politiet modtog et anonymt tip om at Rubys daværende natklub, The Silver Spur, ville blive plyndret.

## Senere liv
Leavelles hat og jakkesæt er i dag udstillet på museet som er indrettet i den bygning hvorfra Oswald affyrede de fatale skud mod Kennedy. Han kunne i 2008, 45 år efter Kennedy-drabet, fortælle til medierne, at han fortsat modtager breve fra ukendte personer, oftest med spørgsmål om autograf og hvordan hændelsen har påvirket hans liv.